# Oscar Fraas

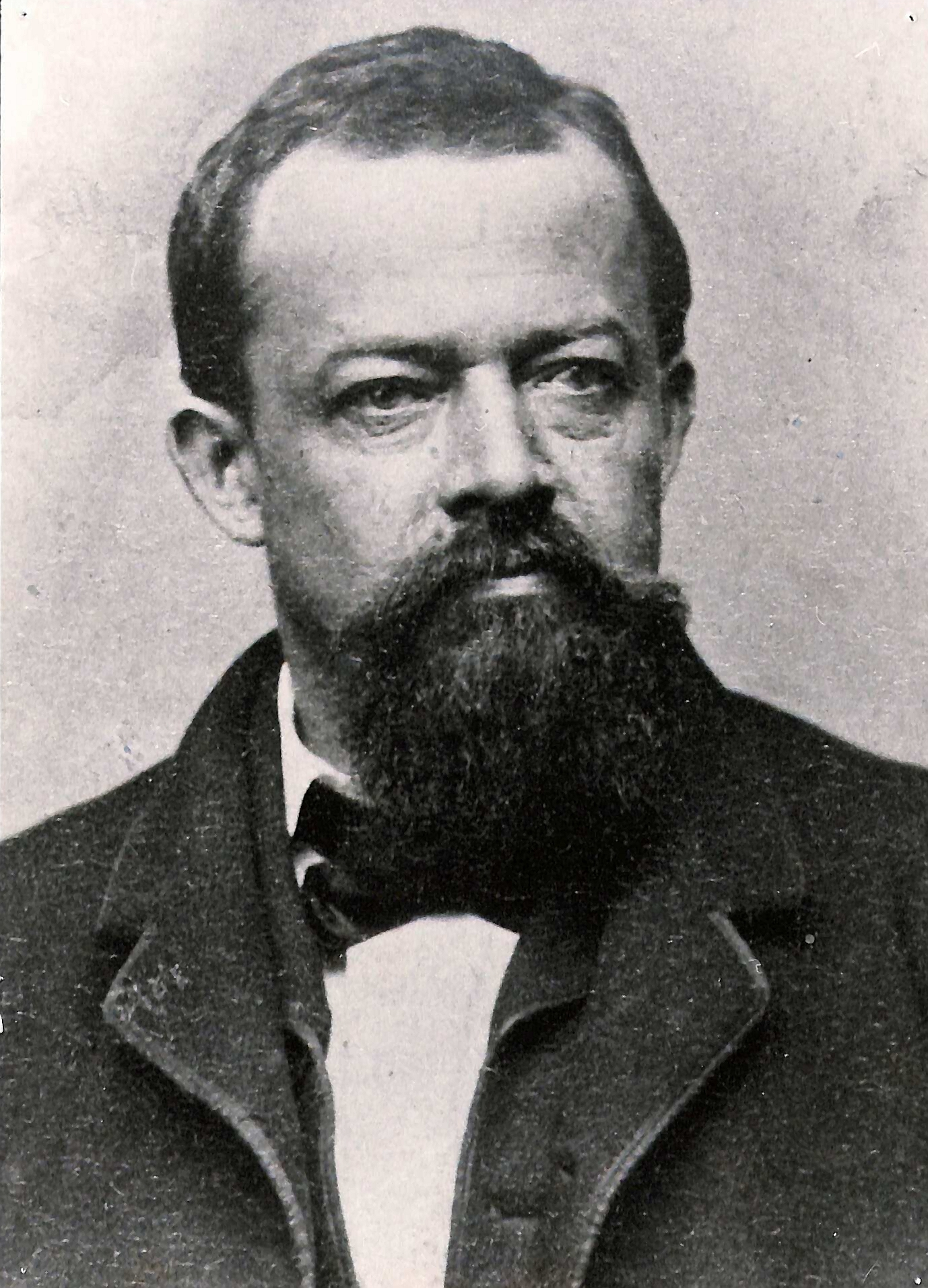
Oscar Friedrich von Fraas

Oscar Friedrich von Fraas (* 17. Januar 1824 in Lorch in Württemberg; † 22. November 1897 in Stuttgart) war ein deutscher Pfarrer, Naturforscher und Geologe.

## Herkunft und Familie
Seine Eltern waren der Pfarrer Christoph Friedrich Fraas (1791–1861) und dessen Ehefrau Ernestine Neuffer (* 1802).
Fraas heiratete 1850 in Balingen Fanny Sayle (1827–1864). Das Paar hatte sieben Kinder, darunter:
- Eberhard (* 26. Juni 1862; † 6. März 1915), Paläontologe

Nach dem Tod seiner ersten Frau heiratete er 1868 in Leonberg Anna Theurer (1837–1917). Das Paar hatte sechs Kinder.

## Jugend und Studium

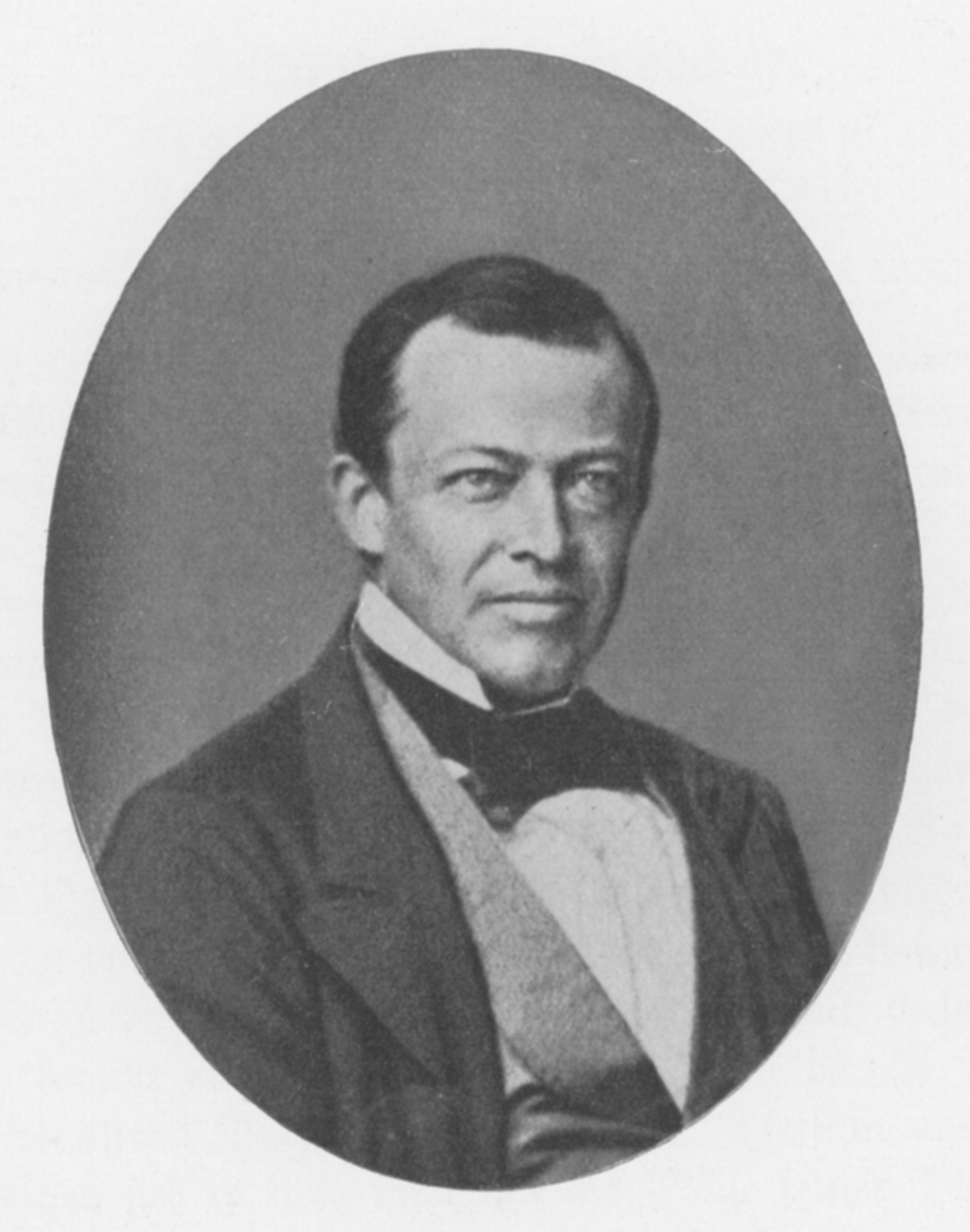
Oscar Fraas

Nachdem er den ersten Unterricht im elterlichen Hause empfangen hatte, ging er an die Lateinschule in Göppingen. Obwohl er sich seit früher Jugend zu den Naturwissenschaften hingezogen fühlte, beschloss er, auf Wunsch seines Vaters, den geistlichen Beruf zu ergreifen. Nachdem er das in Württemberg übliche Landexamen bestanden hatte, besuchte er zunächst das niedere Seminar in Blaubeuren und dann von 1841 bis 1846 das Evangelische Stift in Tübingen. Seit dem Studium war er Mitglied der Verbindung Normannia Tübingen.
Schon als Schüler und noch mehr als Student widmete er sich in der Freizeit seinen naturwissenschaftlichen Liebhabereien. Er sammelte Pflanzen und Versteinerungen. In Tübingen hörte er neben seinen theologischen Studien auch Friedrich August von Quenstedts Vorlesungen über Mineralogie, Geologie und Paläontologie, der ihn für diese Wissenschaften begeisterte und sich mit ihm befreundete. Er wurde durch Quenstedt zu kristallographischen Untersuchungen angeregt sowie zu Studien über die schwäbischen Sedimentformationen und die darin vorkommenden Fossilien. Wie schnell sich von Fraas in diese Thematik einarbeitete, beweist die Tatsache, dass er bereits 1845 für eine geognostische Aufnahme der Umgegend von Tübingen einen Preis der philosophischen Fakultät erhielt. Besonders lehrreich waren für ihn verschiedene, gemeinsam mit seinem Lehrer durchgeführte größere Exkursionen, die ihn bis in die Alpen, nach Oberitalien und Südfrankreich führten.

## Theologie

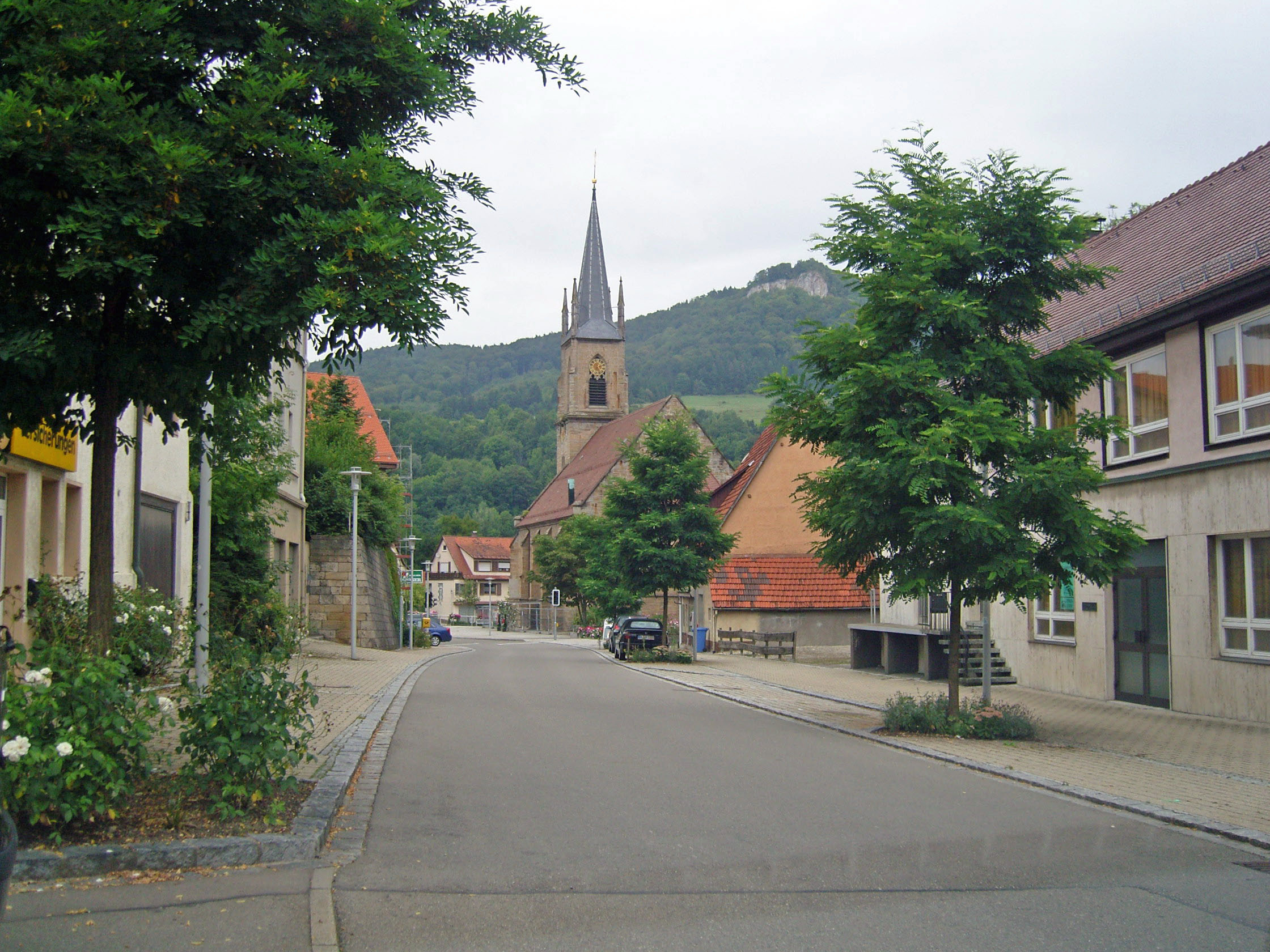
Ortsmitte von Laufen mit der erst 1873 bis 1875 gebauten neugotischen Galluskirche

Nachdem er die theologische Prüfung bestanden hatte, war er zunächst bei seinem Vater, damals Dekan in Balingen, als Vikar tätig. 1847 hielt er sich in Paris auf, um die école des mines zur Fortsetzung seiner Studien zu besuchen. Im Anschluss daran unternahm er eine wissenschaftliche Wanderung durch die Normandie und das südliche England. Als Frucht dieser Reise erschien im Neuen Jahrbuch für Mineralogie, Geognosie, Geologie und Petrefaktenkunde (Stuttgart 1850) seine erste literarische Arbeit, der Versuch einer Vergleichung des deutschen Juras mit dem französischen und englischen.
Seit 1848 wirkte er als Pfarrvikar in Leutkirch, von 1850 bis 1854 als Pfarrer in Laufen an der Eyach. Dort gründete er einen Hausstand und hatte bald eine zahlreiche Familie.
Einige Jahre später, von 1870 bis 1872 wirkte am gleichen Ort der Pfarrer und Fossiliensammler Theodor Engel.

## Geologie
Da die Umgebung seines Wohnortes reich an Versteinerungen ist, legte er nicht nur selbst eine wertvolle Sammlung an, sondern lehrte auch seine wenig bemittelten Gemeindeglieder, wie sie sich aus Steinen Brot schaffen konnten, indem er ihnen ergiebige Fundorte zeigte und sie anwies, wie man die Versteinerungen zweckmäßig ausbeuten konnte. Um die gesammelten Gegenstände im Interesse seiner Pfarrkinder bestmöglich zu verwerten, reinigte, bestimmte und ordnete er sie und richtete in seinem großräumigen Pfarrhaus ein Musterlager ein, das bald ein Anziehungspunkt für Sammler und Forscher aus nah und fern wurde und aus dem selbst große öffentliche Museen ihren Bedarf an schwäbischen Jurafossilien für einen mäßigen Preis bezogen. Durch diese gemeinnützige und für die Wissenschaft höchst ersprießliche Tätigkeit wurde der Name des Laufener Pfarrers bald nicht nur in den Kreisen der Geologen, sondern auch in ganz Württemberg bekannt.
Als 1854 die allerdings sehr bescheiden dotierte Stelle eines wissenschaftlichen Hilfsarbeiters für die geologischen, paläontologischen und mineralogischen Abteilungen im Königlichen Naturalienkabinett in Stuttgart frei wurde, bot man ihm diese an. Da ihn die Aussicht, ganz seinen Neigungen leben und seiner Wissenschaft weit intensiver als bisher nützen zu können, mächtig anzog, folgte er gern dem Ruf und wurde so vom Theologen zum Geologen. In seinem neuen Wirkungskreis war er volle 40 Jahre tätig. Er lebte sich rasch in die neuen Verhältnisse ein und entwickelte sich infolge seines ausgezeichneten Gedächtnisses und seiner bewunderungswürdigen Arbeitskraft allmählich neben Quenstedt zum besten und gründlichsten Kenner der geologischen Verhältnisse Württembergs.
Bereits 1856 wurde er zum Konservator ernannt und mit dem Professortitel ausgezeichnet. Besondere Aufmerksamkeit wandte er der vaterländischen Abteilung des Museums zu. Um sie dem Ideal möglichster Vollständigkeit nahezubringen, wanderte er unermüdlich sammelnd im Lande umher, so dass er bald eine der volkstümlichsten Persönlichkeiten Schwabens wurde und unter dem Namen Steiner-Fraas oder Höhlen-Fraas selbst in den abgelegensten Dörfern der Rauen Alb bekannt war.

## Paläontologie und Anthropologie

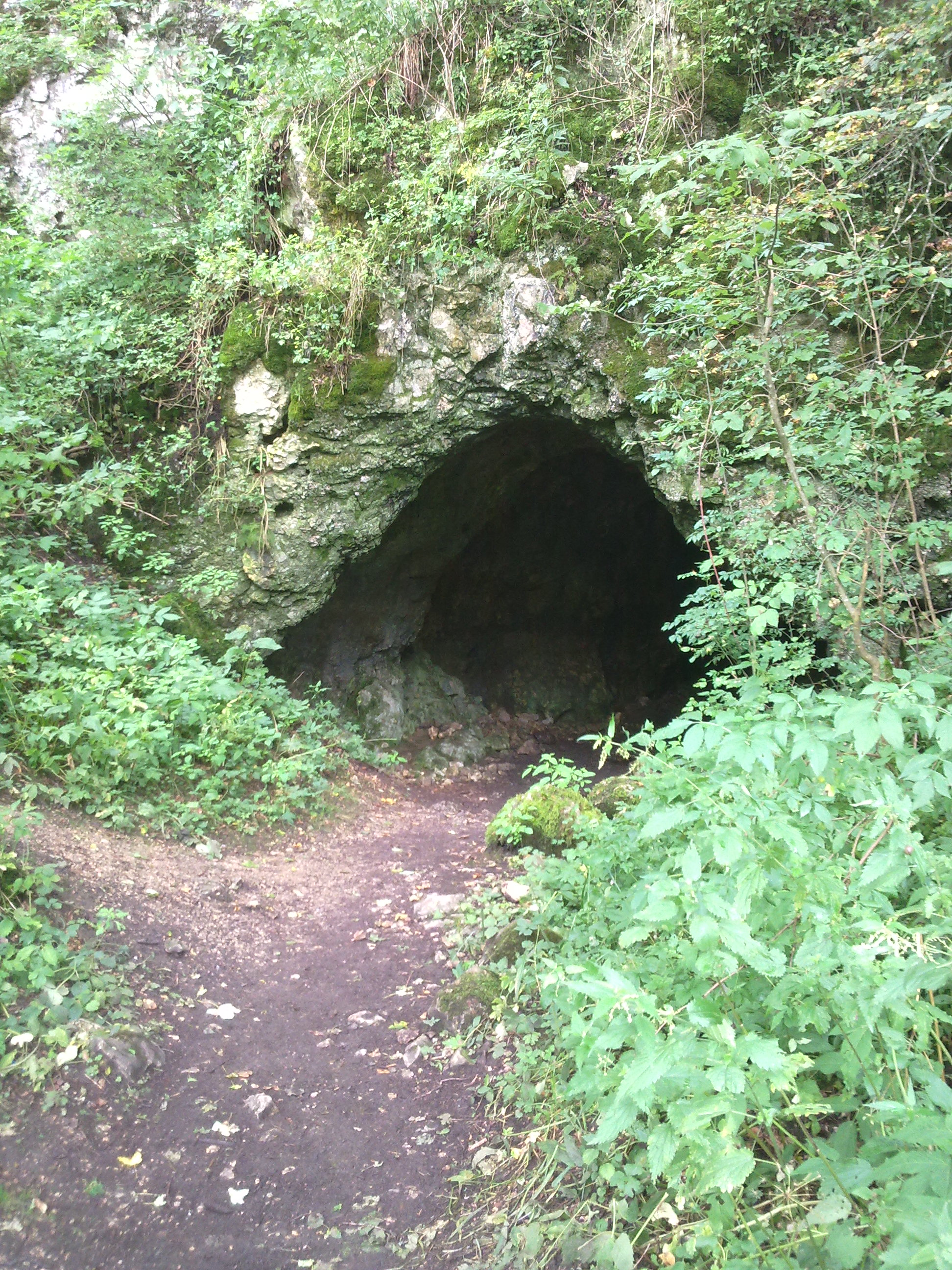
Bärenhöhle im Hohlenstein im Lonetal, in der Oscar Fraas ab 1860 wissenschaftliche Grabungen durchführte

Seine Bemühungen beschränkten sich nicht auf das geologische Gebiet, sondern erstreckten sich auch auf paläontologische und anthropologische Untersuchungen. Er durchforschte zahlreiche Höhlen nach Knochenresten, von denen er für das Museum viele Tausende erwarb und mit scharfem Blick und wachsender Sicherheit bestimmte. Seine Spezialitäten auf diesem Gebiet waren Säugetiere aus dem Tertiär und Pleistozän, Wirbeltiere aus dem Jura und Reptilien aus der Trias. Am ergebnisreichsten erwiesen sich seine Ausgrabungen 1860 am Hohlenstein im Lonetal sowie die Grabungen in den 1870er Jahren im Hohlefels und in den Ofnethöhlen im Nördlinger Ries.

## Archäologie
Ebenso deckte er viele vorgeschichtliche Siedlungen und Gräber auf, so 1867 an der Schussenquelle eine höchst interessante paläolithische Niederlassung aus der Rentierzeit, später die altgermanischen Hügelgräber im Ludwigsburger Fürstenhügel und die alte heidnische Opferstätte auf dem Lochenstein. Als er an der Schussenquelle ausgrub, erkannte er vom Menschen bearbeitete und verzierte Geweihstangen und Feuersteingeräte. Mit dieser Erfahrung forschte er abermals im Lonetal und fand nun auch dort die Spuren der Eiszeitmenschen. Auch ins Ausland unternahm er mehrere Studienreisen, deren Ergebnisse nicht nur der ihm anvertrauten Sammlung, sondern auch der Wissenschaft im Allgemeinen zugutekamen. 1865 und 1866 durchzog er Ägypten, die Sinaihalbinsel und Palästina. 1875 folgte er einer Einladung Rustem Paschas, des Generalgouverneurs von Syrien, um als erster europäischer Gelehrter eine geologische Untersuchung des in dieser Hinsicht damals noch nahezu unbekannten Libanon zu veranstalten. Bei dieser Gelegenheit entdeckte er in den Höhlen des Wadi Djauz und am Nahr el Kelb äußerst bemerkenswerte vorgeschichtliche Reste und berichtete über den Weinbau im Libanon. 1877/1878 war er einer der Mitbegründer des Deutschen Vereins zur Erforschung Palästinas. 1882 bereiste er gemeinsam mit seinem Sohn Eberhard Fraas, der später sein Nachfolger im Amt wurde, Südfrankreich und Spanien. 1891 wurde er zum ersten Vorstand der Stuttgarter Naturaliensammlung ernannt. Drei Jahre später, nachdem er seinen 70. Geburtstag und sein 40-jähriges Dienstjubiläum gefeiert hatte, trat er in den wohlverdienten Ruhestand. Den Rest seines Lebens verbrachte er in beschaulicher Ruhe in seinem durch Natur und Kunst verschönten Landhaus bei Stuttgart. Hier ereilte ihn am 22. November 1897 ein sanfter Tod.

## Würdigung

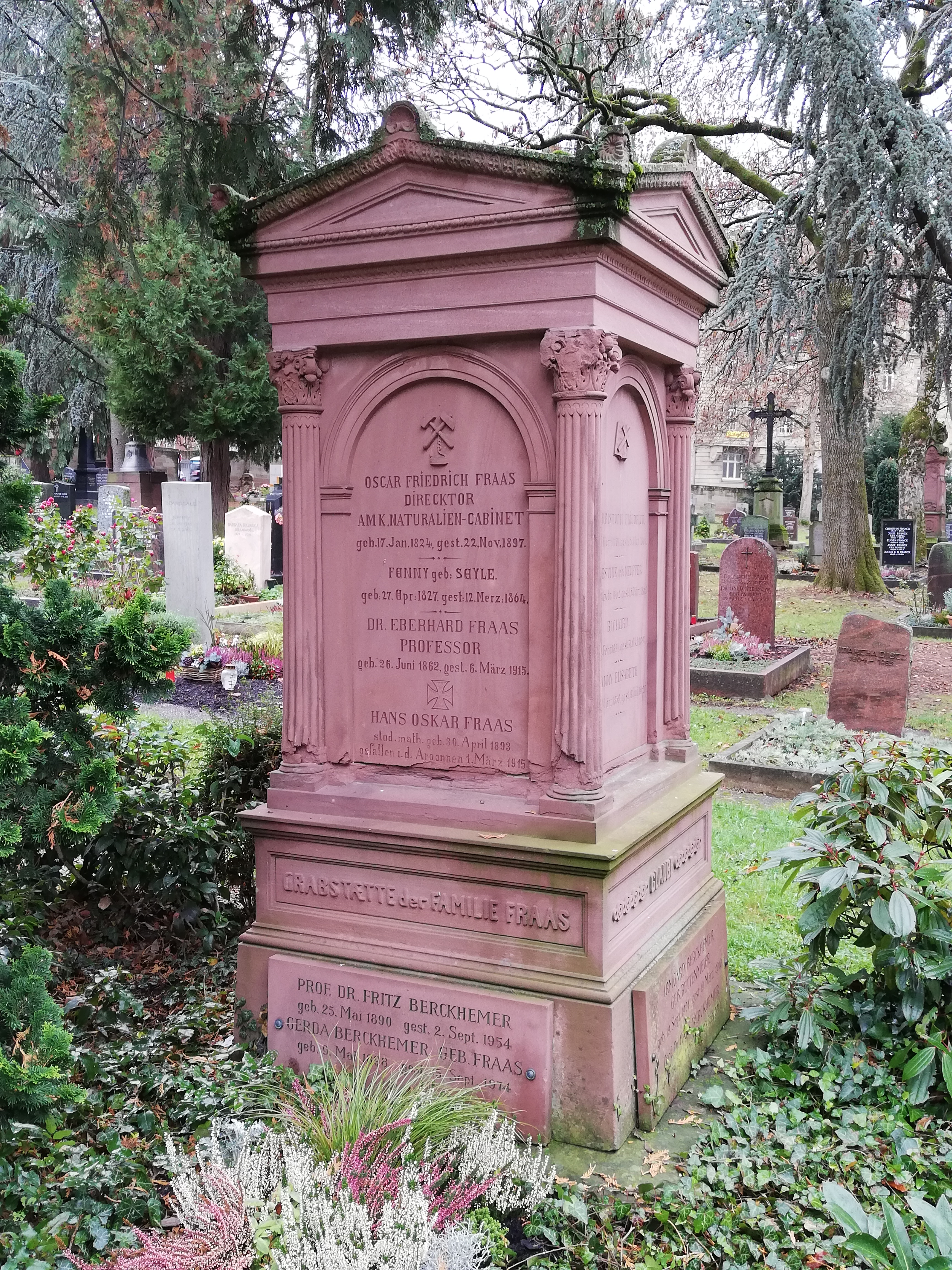
Grabmal Fraas' auf dem Fangelsbachfriedhof in Stuttgart

Bereits 1871 wurde ihm der Olga-Orden verliehen. In Anerkennung seines vielseitigen Wirkens wurde er bei seiner Pensionierung in den Adelstand erhoben und die naturwissenschaftliche Fakultät der Tübinger Universität ernannte ihn zum Ehrendoktor.
Oscar von Fraas war ein ungemein vielseitig begabter Mann von nie ermüdendem Fleiß, ungewöhnlicher Arbeitskraft, klarem Blick und sicherem Urteil, dazu stets bereit, sein Wissen und Können in den Dienst der Allgemeinheit zu stellen. Deshalb wurde er vielfach in Ehrenämter und Vertrauensstellungen berufen. So wirkte er lange Jahre als Mitglied der Kommission zur Herstellung eines geognostischen Atlasses von Württemberg, als Berater des Ausschusses für die Verwaltung der staatlichen Sammlungen vaterländischer Kunst- und Altertumsdenkmale, als geognostischer Sachverständiger der württembergischen Eisenbahnbauverwaltung sowie als Stadtverordneter. In politischer Hinsicht stand er der Deutschen Partei nahe. Viele gelehrte und gemeinnützige Gesellschaften wählten ihn in den Vorstand oder zum Ehrenmitglied, so die Deutsche anthropologische Gesellschaft, die Leopoldino-Carolinische Akademie der Naturforscher, der Württembergische anthropologische Verein, der Verein für vaterländische Naturkunde in Württemberg, der Württembergische Weinbauverein und der Stuttgarter Gewerbeverein. Auch erhielt er viele Orden und sonstige Auszeichnungen.
Als Schriftsteller verstand er es, die Ergebnisse seiner Studien in allgemeinverständlicher und geschmackvoller Form darzustellen, ohne auf Gründlichkeit zu verzichten.

## Schriften

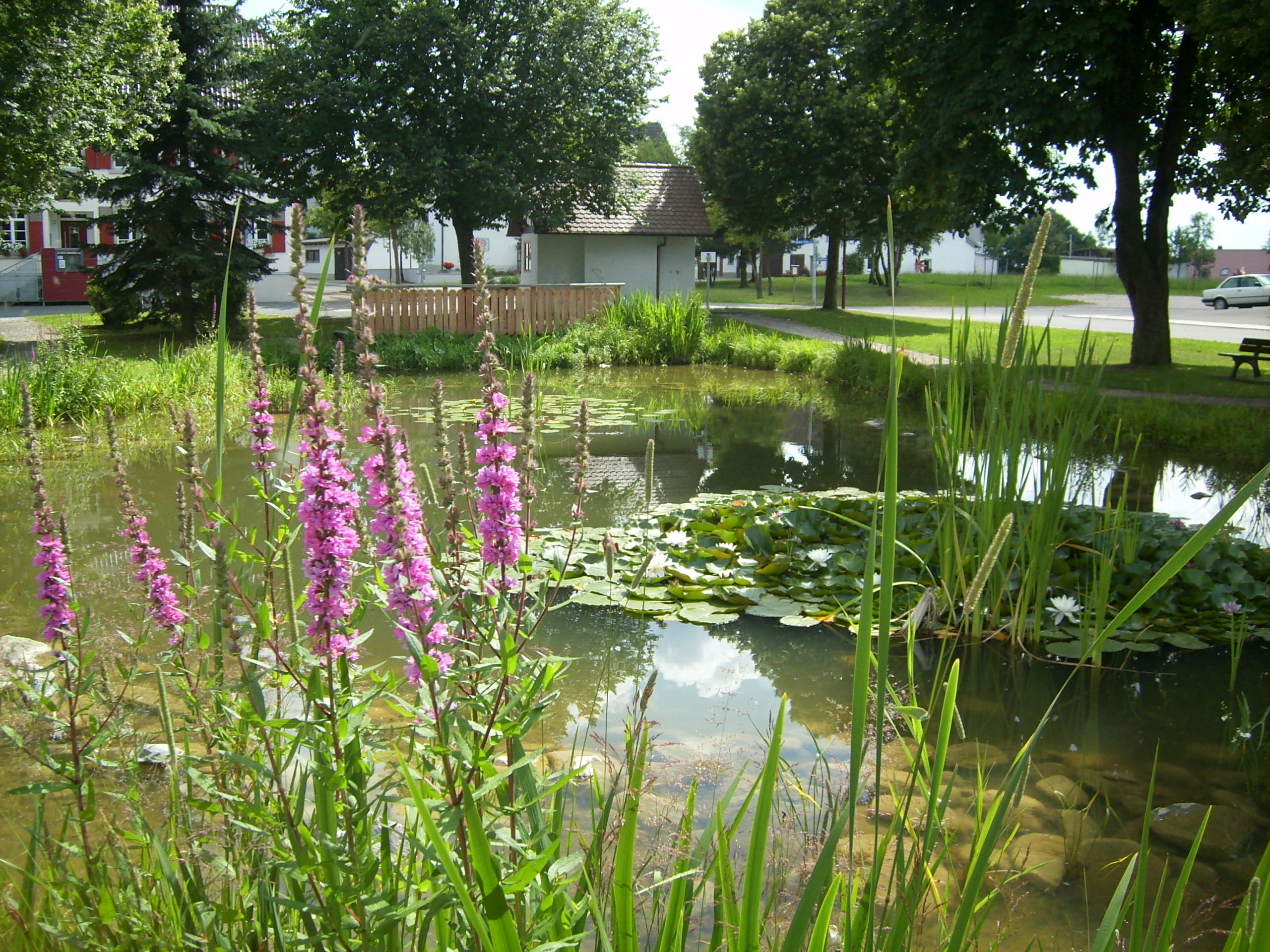
Wassermangel und hygienische Probleme auf der Alb: „Nur wer von Jugend auf an den Anblick dieses Wassers sich gewöhnt hat, vermag ohne Abscheu das Glas an die Lippen zu setzen,“ schrieb Fraas über diese Art der Albwasserversorgung

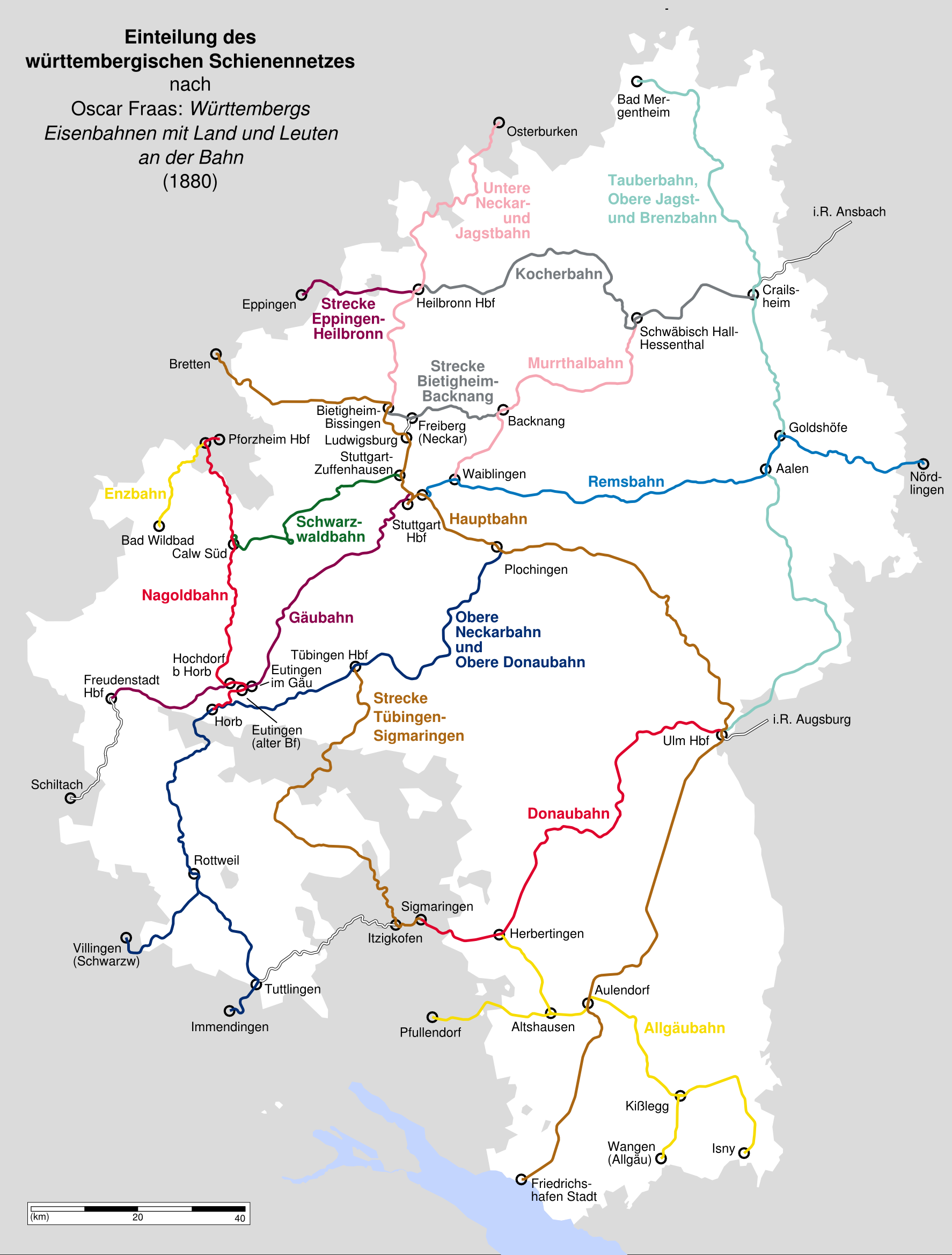
Einteilung des Streckennetzeses der Königlich Württembergischen Staats-Eisenbahnen nach Darstellung in Oscar Fraas: Württembergs Eisenbahnen mit Land und Leuten an der Bahn. (1880)

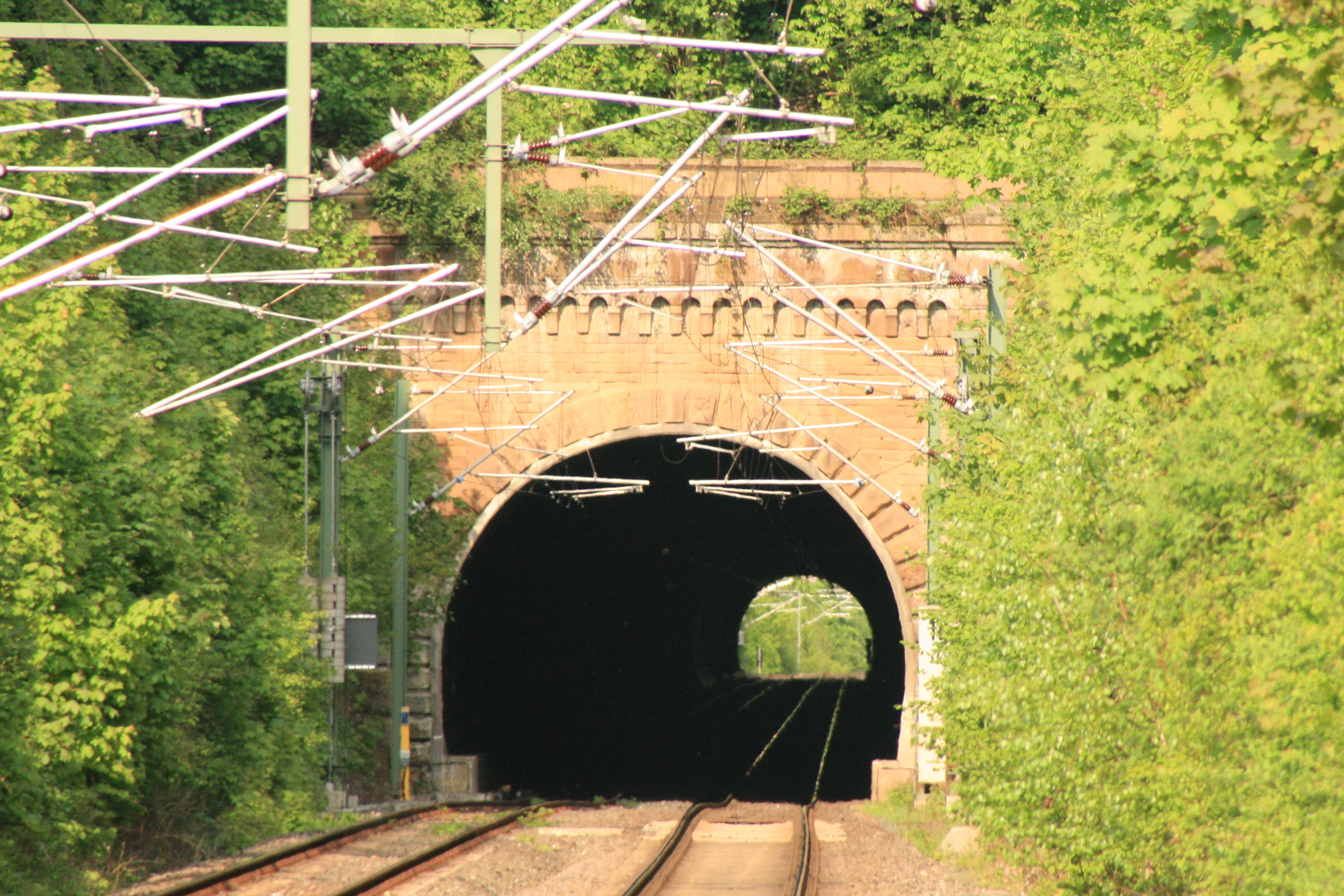
Den Weinsberger Tunnel nannte Fraas einen „gefährlichen, schadhaften Bau, [der] in ein übles Renommé gekommen ist“

Die wichtigsten unter seinen größeren Werken beschäftigen sich mit seiner württembergischen Heimat:

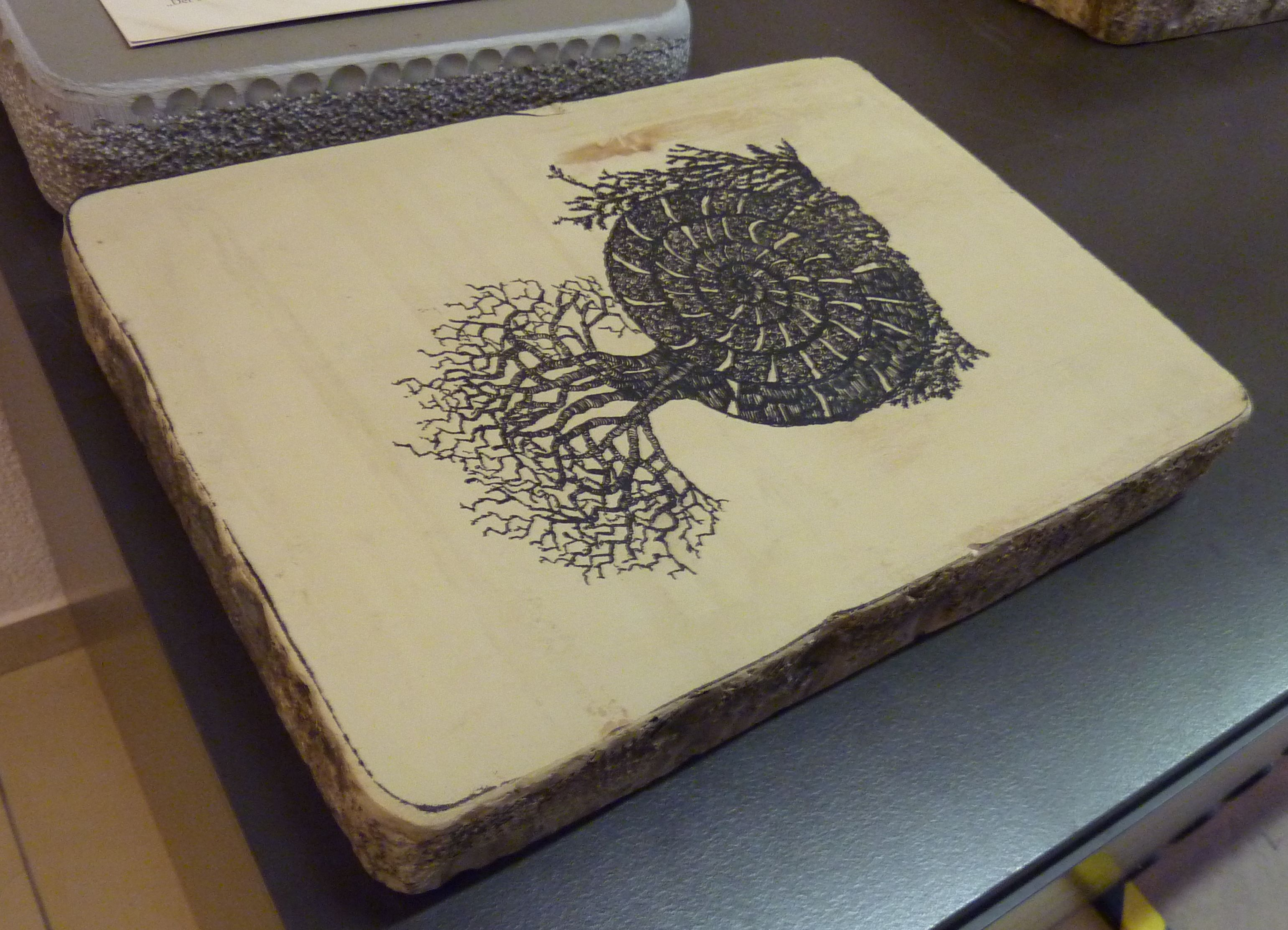
Lithographiestein aus Solnhofener Plattenkalk im Bürgermeister-Müller-Museum zu Oscar Fraas Fossiliensammler

- Die nutzbaren Mineralien Württembergs (1860) Digitalisat
- Die geognostische Sammlung Württembergs (1869) Digitalisat
- Die Fauna von Steinheim (1870)
- Die Albwasserversorgung im Königreich Württemberg (1873)
- Monographie über die gepanzerte Vogeleidechse Aetosaurus ferratus (1877) Digitalisat
- Württembergs Eisenbahnen mit Land und Leuten an der Bahn (1880)
- Geognostische Beschreibung von Württemberg, Baden und Hohenzollern (1882) Digitalisat
- Geognostische Profilierung der württembergischen Eisenbahnlinien (1883–1885)

Teils allein, teils gemeinsam mit dem Offizier, Ingenieur-Topograph und Künstler Carl Philipp Heinrich Bach und dem württembergischen Industriellen Karl Deffner sowie dem Geognosten und Quenstedt-Schüler Jacob Hildenbrand bearbeitete er:
- Sechzehn Sektionen der Geognostischen Spezialkarte von Württemberg im Maßstab von 1 : 50000 einschließlich der zugehörigen Begleitworte
- Die Geognostische Wandkarte von Württemberg, Baden und Hohenzollern in vier Blättern im Maßstabe von 1 : 280000 (1882)
- Den geognostischen Abschnitt in der vom Königlich statistisch-topographischen Bureau herausgegebenen Beschreibung und Geschichte des Hohentwiel (1879)

Geognostische Wandkarte von Württemberg, Baden und Hohenzollern... - bearbeitet von Dr Oscar Fraas

Einige weitere seiner Schriften beschäftigen sich mit allgemeiner Geologie:
- Vor der Sündflut, eine populäre Geschichte der Urwelt (1864) Digitalisat
- Die geologischen Wandtafeln (1871)

Drei Veröffentlichungen enthalten Reiseerinnerungen:
- Aus dem Orient (I: 1867, II: 1878) Band 1 Band 2
- 3 Monate am Libanon (1876)
- Reisebriefe aus dem Süden (1883)

Außerhalb seines eigentlichen Arbeitsgebietes liegt eine historische Untersuchung über die Nördlinger Schlacht des Jahres 1634:
- Die Nördlinger Schlacht am 27. August 1634. Beck, Nördlingen 1869, Digitalisat

Außer diesen größeren Werken veröffentlichte er seit 1850 eine große Zahl von Abhandlungen geologischen, paläontologischen und anthropologischen Inhalts in verschiedenen Fachzeitschriften, namentlich im Neuen Jahrbuch für Mineralogie, in der Zeitschrift der Deutschen geologischen Gesellschaft, in den Jahresheften des Vereins für vaterländische Naturkunde in Württemberg, in den Beiträgen zur Naturgeschichte der Vorwelt, im Archiv für Anthropologie und im Korrespondenzblatt der Deutschen Gesellschaft für Anthropologie.